# Aeroportul General Pedro J. Méndez
Aeroportul General Pedro J. Méndez (IATA: CVM, ICAO: MMCV) este un aeroport din Güémez⁠(d), Güémez Municipality⁠(d), Tamaulipas, Mexic ce deservește zona Ciudad Victoria⁠(d). Aeroportul a fost tranzitat în 2023 de 29.327 de pasageri. A fost numit după Pedro José Méndez⁠(d).
Situat la o altitudine de 232 m, aeroportul dispune de o singură pistă. Este operat de Aeropuertos y Servicios Auxiliares⁠(d).